# Massa d'acqua

Le masse d'acqua principali dell'Oceano Antartico.

In oceanografia, con il termine massa d'acqua ci si riferisce in genere a una specifica porzione d'acqua marina o oceanica che ha un'origine comune e caratteristiche ben distinte dalle acque circostanti e che si mantengono per tempi prolungati.
 
Le proprietà che caratterizzano una data massa d'acqua includono la temperatura, la salinità, i componenti chimici disciolti in essa e il rapporto tra i loro isotopi, oltre ad altri parametri fisici.
Lo stesso termine viene però, talvolta, semplicemente ad indicare l'ambiente acquoso o la colonna d'acqua che si sta descrivendo.

## Masse d'acqua oceaniche
La formazione di una specifica massa d'acqua può essere collegata fattori atmosferici, come il vento, alle correnti oceaniche, all'irraggiamento solare che comporta una differenza di temperatura rispetto alle circostanti, alla variazione di densità, che aumenta con la salinità e diminuisce con la temperatura, portando anche allo sprofondamento dell'acqua più densa.
Le masse di acqua si possono distinguere in 
- masse d'acqua di superficie
- masse d'acqua intermedie
- masse d'acqua profonde

Tra le più importanti masse d'acqua presenti negli oceani del globo, alcune hanno assunto una denominazione specifica in funzione della loro importanza:
- Acqua di fondo dell'Oceano antartico (AABW),
- Acqua profonda del Nord Atlantico (NADW),
- Acqua profonda circumpolare (CDW),
- Acqua intermedia dell'Antartico (AAIW),
- Acqua intermedia dell'Artico (AIW)
- Subantarctic Mode Water (SAMW),

Vengono inoltre identificate anche altre le masse d'acqua centrali di molti bacini oceanici e le acque superficiali di vari oceani.